# Captain China
Captain China é um filme de aventura estadunidense dirigido por Lewis R. Foster e estrelado por John Payne, Gail Russell, Jeffrey Lynn, Lon Chaney Jr., Edgar Bergen, Michael O'Shea e Ellen Corby. O filme foi lançado em 2 de fevereiro de 1950, pela Paramount Pictures.

## Elenco
- John Payne como Charles S. Chinnough / Capt. China
- Gail Russell como Kim Mitchell
- Jeffrey Lynn como Capt. George Brendensen
- Lon Chaney Jr. como Red Lynch
- Edgar Bergen como Sr. Haasvelt
- Michael O'Shea como Trask
- Ellen Corby como Miss Endicott
- Robert Armstrong como Keegan
- John Qualen como Geech
- Ilka Grüning como Sra. Haasvelt
- Keith Richards como Alberts
- John Bagni como Sparks
- Ray Hyke como Michaels
- Paul Hogan como Speer
- Lawrence Tibbett Jr. como Wilkes
- Zon Murray como Gus
- Don Gazzaniga como Tony
- Denver Pyle como Steve
- Wallace Scott como  Scotty
- Lee Roberts como  Marsh
- Reed Howes como  Blake
- Charles Regan como Wade

## Recepção
O crítico do The New York Times descreveu o filme como uma história de aventura marítima muito comum. O filme às vezes fica tão musculoso que se torna involuntariamente engraçado e concluiu que "Captain China dificilmente é a maneira certa de se fazer amigos e influenciar a ida ao cinema".